# Лола Олбрайт
Лола Олбрайт (на английски: Lola Albright) е американска актриса и певица. 

## Биография
Родена е на 20 юли 1924 година в Акрън, Охайо в семейство на евангелисти певци Джон Пол и Марион Олбрайт. Започва кариерата си в радиото, след което работи като модел. Заминава за Холивуд, където през 1947 г. прави своя филмов дебют. През кариерата си Олбрайт участва в повече от 20 филма, включително „Шампион“ (1949), „Монолитни чудовища“ (1957), „Кид Галахад“ (1962), „Хищници“ (1964) и „Пътят на запад“ (1967). През 1966 година за ролята си във филма „Господ обича патица“ е наградена със „Сребърна мечка“ на Берлинския филмов фестивал за най-добра актриса.
Освен роли в киното, Олбрайт работи паралелно и за телевизията, където има роли в телевизионните сериали „Дим от багажника“, „Алфред Хичкок представя“, „Сурова кожа“, „Бонанза и агенти А.Н.К.Л.“, „Коломбо“, „Старски и Хъч“ и „Пейтън Плейс“. През 1957 г. участието ѝ в телевизионния сериал „Питър Гън“ води до сътрудничество с композитора Хенри Манчини, с чийто оркестър записва два музикални албума като вокалистка - „Lola Wants You“ (1957) и „Dreamsville“ (1959). За ролята си в същия сериал през 1959 г. е номинирана за награда „Еми“

## Избрана филмография
| Година | Филм               | Оригинално заглавие | Роля         | Режисьор        |
| ------ | ------------------ | ------------------- | ------------ | --------------- |
| 1948   | Пиратът            | The Pirate          | Изабела      | Винсънт Минели  |
| 1964   | И котката е хищник | Les Félins          | Барбара      | Рене Клеман     |
| 1967   | Пътят на запад     | The Way West        | Ребека Еванс | Андрю Маклаглън |

## Награди
- 1966 „Сребърна мечка“ за най-добра актриса във филма „Господ обича патица“.